# Red blood cell distribution width
De red blood cell distribution width (RDW of RCDW) is een maat voor de variatie in het volume van rode bloedcellen. 
Van nature hebben rode bloedcellen niet allemaal precies dezelfde grootte (en volume), er is  een spreiding in de grootte. Bij bepaalde aandoeningen kan deze spreiding groter worden. Er zijn dan grotere verschillen in de grootte (en dus ook het volume) van de rode bloedcellen; de RDW neemt toe. Een verhoogd RDW staat bekend als anisocytose. Bij sommige aandoeningen zijn de rode bloedcellen juist meer van dezelfde grootte; de RDW neemt dan dus af.
De RDW wordt standaard gemeten bij een volledig bloedonderzoek. De uitslagen van het RDW worden vaak samen met het mean corpuscular volume (MCV) (gemiddelde celvolume) geïnterpreteerd. Zeker bij het onderzoeken van mogelijke oorzaken van de bloedarmoede kan de RDW van meerwaarde zijn. Het wordt dan voornamelijk gebruikt om een bloedarmoede van gemengde oorzaken te onderscheiden van een bloedarmoede van een enkele oorzaak.   

## Berekening
Mathematisch wordt de RDW berekend met de volgende formule:
RDW = (standaard deviatie van MCV ÷ gemiddelde MCV) × 100%.
Normaalwaarden liggen tussen de 11-16% (maar dit kan per laboratorium verschillen).

## RDW bij de interpretatie van bloedarmoede
- Bloedarmoede door ijzergebrek: meestal een laag MCV met een hoog RDW
- Bloedarmoede door deficiëntie van foliumzuur of vitamine B12: meestal een hoog MCV met een hoog RDW
- Gemengde deficiëntie (ijzergebrek en deficiëntie van foliumzuur of vitamine B12): variabel MCV met een zeer hoog RDW